# Guo Weiyang
Guo Weiyang (chiń. 郭伟阳, ur. 1 stycznia 1988) – chiński gimnastyk. W 2012 roku brał udział w Letnich igrzyskach w Londynie. Był członkiem reprezentacji w wieloboju drużynowym mężczyzn, z którą sięgnął po złoty medal.